# Liste des associations et organisations de l'enseignement supérieur au Canada
Voici une liste d’associations et d’organisations liées à l’enseignement supérieur au Canada. Elle regroupe les organismes pertinents qui soutiennent les enseignants, le personnel, les étudiants, les établissements, la recherche et les groupes connexes impliqués dans l'enseignement supérieur au Canada dans les provinces et territoires canadiens.

## Associations et organisations fédérales officielles

### Universités Canada (UnivCan)
Fondée en 1911 sous le nom d'Association des universités et collèges du Canada (AUCC), elle représente 97 universités et collèges universitaires canadienspublics et privés à but non lucratif. Elle fournit des services aux membres en matière de politiques publiques et de plaidoyer, de communication, de recherche et de partage d’informations, ainsi que de bourses et de programmes internationaux. UnivCan fournit également des données et des statistiques sur les universités canadiennes au grand public. En avril 2015, l'organisation s'est rebaptisée « Universités Canada ». Les activités de l'association sont dirigées par un conseil d'administration de 13 membres, composé de 12 présidents d'université et du président d'UnivCan.

### Association des écoles de gestion du Canada (AEGC)
L'Association des écoles de gestion du Canada (AEGC), fondée en 1957 sous le nom d'Association des écoles canadiennes de commerce et d'administration des affaires, vise à améliorer et à promouvoir l'enseignement supérieur en gestion. L'organisation a évolué à travers plusieurs phases pour se concentrer sur la promotion de l'enseignement de la gestion et de la collaboration entre les écoles de gestion universitaires. En 2020, elle a adopté le nom d'Association des écoles de gestion du Canada pour refléter sa croissance et, en 2022, a créé un fonds de recherche pour soutenir les initiatives de formation en gestion. L'AEGC est une organisation indépendante au service des organismes publics et privés à but non lucratif, regroupant actuellement 66 des principales écoles et facultés de gestion des universités canadiennes. L'association est membre associé d'Universités Canada et est membre réciproque de plusieurs réseaux ou organisations nationaux et internationaux tels que AACSB, CPA Canada, EFMD, FIBAA, GMAC, etc.

### Collèges et Instituts Canada (CICan)
Collèges et instituts Canada (anciennement l'Association des collèges communautaires du Canada) est un organisme national créé en 1972 et composé de membres bénévoles qui assurent une représentation au Canada et à l'étranger auprès du gouvernement, des compagnies et de l'industrie. Il facilite également le réseautage et la participation aux programmes pour les membres du conseil d’administration, le personnel et les étudiants des établissements d’enseignement.

### Polytechnics Canada
Polytechnics Canada est une association coopérative regroupant onze collèges et instituts de technologie de premier plan, axés sur la recherche et financés par des fonds publics. Les membres de l’association sont des établissements d’enseignement postsecondaire qui décernent des diplômes, qui sont à l’écoute de l’industrie et qui s’engagent dans l’éducation, la formation et la recherche appliquée pour l’industrie. Ils sont situés dans les principales régions économiques du Canada, soit le sud de l’Ontario et l’ouest du Canada. En 2009/2010, les neuf membres de l'association ont engagé plus de 4 500 étudiants dans des activités de recherche appliquée, entrepris plus de 350 projets de recherche avec des partenaires industriels et développé quelque 125 prototypes pour divers clients.

### U15 - Regroupement des universités de recherche du Canada
Le U15 - Regroupement des universités de recherche du Canada, formé en 1991, représente les quinze écoles les plus axées sur la recherche au Canada. Ensemble, elles réalisent environ 87% de toutes les recherches contractuelles du secteur privé. Elles détiennent 80% des brevets et des start-ups universitaires et 81% des licences technologiques universitaires, et reçoivent 80% de tous les financements de recherche attribués par voie de concours. Enfin, 71% des doctorants à temps plein étudient dans les universités U15.